# スプリングフィールドM1866
スプリングフィールドM1866（英:Springfield Model 1866）はアースキン・オーリンがデザインした2番目の後装式トラップドア・ライフル。元々は、スプリングフィールドM1863前装式ライフルを後装式に改造したものであったが、アメリカ陸軍に採用された最初の標準装備後装式ライフルとなったスプリングフィールドM1873のベースモデルとなった。

## 概要
M1866は、プロトタイプとも言えるM1865で生じた問題、特に排莢機構の改良・単純化と、より高性能な50口径センターファイア弾(M1865はあまり弾道特性の良くない58口径リムファイア弾を使用していた)を使用可能にした。この強化された「トラップドア」後装ライフルは、スプリングフィールド造兵廠のアースキン・オーリンのデザインによるため、M1865の「ファースト・オーリン」に対して「セカンド・オーリン」と呼ばれる。
約25,000挺の58口径スプリングフィールドM1863前装ライフルがM1866に改造された。後装機構が追加され、銃身はライナーを使うことにより50口径に変更された。.50-70ガバメント弾(50口径(12.7 mm)、黒色火薬70グレイン(4.5g))が使用された。弾丸重量は450グレイン(29g)であった。前モデルであるM1865に比較すると、排莢機構が大きく改良されたが、それでも複雑であり、排莢用のバネが損傷しやすかった。しかし、排莢機構の故障により銃が使えなくなるというのは誤解である。1867年の政府が作成したユーザー用小冊子『Description and Rules for the Management of the Springfield Breech-Loading Rifle Musket, Model 1866』には以下の記載がある。「自動排莢機構は便利ではあるが必須ではないことを理解するべきである。もしそれが故障しても銃が使用不可能になるわけではない。薬莢は排莢フックで緩めた後、指で引きぬくことができる。」加えて、緊急の場合には槊杖を使用して、詰まった弾丸を効率的に除去できた。従って、時々言われるほどには、簡単に使用不可能とならないことは明らかである。
M1866は1867年に米陸軍に配備され、同年のワゴンボックスの戦い(Wagon Box Fight)及びヘイフィールドの戦い(Hayfield Fight)で大きな役割を果たした。スー族及びシャイアン族の部隊は、数カ月前にハンドレッド・スレインの戦いで前装式ライフルを装備していたフェッターマン大尉の部隊を全滅させていたが、ワゴンボックスとヘイフィールドでは、M1866の速射性能が数で下回る米軍の勝利に決定的な役割を果たした。

## 参考資料
- The Bozeman Trail: Historical Accounts of the Blazing of the Overland Routes, Volume II, by Grace Raymond Hebard, et al. digitized at https://books.google.co.jp/books?id=Jc8BAAAAMAAJ&redir_esc=y&hl=ja – participant reports for Wagon Box Fight and Hayfield Fight.
- "The .58 and .50 Caliber Rifles and Carbines of the Springfield Armory" by Richard A. Hosmer, Published by North Cape Publications, May 2006